# 埃斯科河畔克雷沃克尔
埃斯科河畔克雷沃克尔（法語：Crèvecœur-sur-l'Escaut，法語發音：[kʁɛvkœʁ syʁ lɛsko]）是法国上法蘭西大區北部省的一个市镇，属于康布雷区。

## 地理
埃斯科河畔克雷沃克尔（50°6'22"N, 3°15'3"E）面积19.06 平方千米，位于法国上法蘭西大區北部省，该省份为法国最北部的省份及最长的省份，西北濒北海，西接加来海峡省，南至埃纳省和索姆省，东与比利时接壤。
与埃斯科河畔克雷沃克尔接壤的市镇（或旧市镇、城区）包括：欧邦舍勒欧布瓦、塞朗维莱尔福朗维尔、维莱乌特雷欧、瓦兰库尔-塞尔维尼、埃讷、莱丹、马兰库尔、马尼耶尔、涅尔尼、莱吕德维涅、吕米伊昂康布雷西。

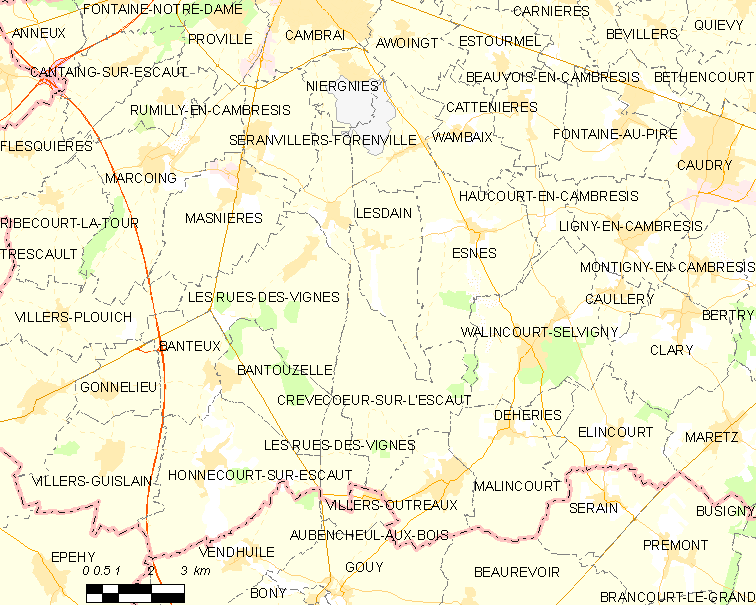
埃斯科河畔克雷沃克尔的OSM定位图

埃斯科河畔克雷沃克尔的时区为UTC+01:00、UTC+02:00（夏令时）。

## 行政
埃斯科河畔克雷沃克尔的邮政编码为59258，INSEE市镇编码为59161。

## 政治
埃斯科河畔克雷沃克尔所属的省级选区为勒卡托康布雷西县。

## 人口

1962-2008年间埃斯科河畔克雷沃克尔人口变化图示

埃斯科河畔克雷沃克尔于2022年1月1日时的人口数量为717人。